# Gubba
Gubba oder El Gubba (arabisch القبة, DMG al-Qubba) ist eine  Stadt im östlichen Libyen. Sie war einst Hauptstadt des Distrikts Gubba.
Mit etwa 24.631 Einwohnern (Stand 2006) ist sie die am stärksten bevölkerte Ortschaft zwischen Derna und Beida.

## Söhne und Töchter der Stadt
- Aguila Saleh Issa (* 1944), Jurist und Politiker